# Federazione pallavolistica di Tuvalu
La Federazione tuvaluana di pallavolo (eng. Tuvalu Volleyball Federation, TVF) è un'organizzazione fondata per governare la pratica della pallavolo a Tuvalu.
Organizza il campionato maschile e femminile, e pone sotto la propria egida la nazionale maschile e femminile.
Ha aderito alla FIVB nel 1992.